# J-140 (typ jachtu)
J-140, nieoficjalnie "stuczterdziestka" – typ dwumasztowych jachtów pełnomorskich ze stalowym poszyciem i ożaglowaniem typu kecz. Nazwa pochodzi od powierzchni ożaglowania wynoszącej ok. 140 m².

## Charakterystyka
Jednostka zaprojektowana przez inż. Henryka Kujawę z zespołem, w skład którego wchodzili też Włodzimierz Kuchta oraz Józef Szymańda lub Zdzisław Pieńkawa i Wojciech Samoliński. Wzorowali się oni na parametrach technicznych znanego, stalowego kecza  z 1936 r. „Peter Von Danzig”, którego dokumentację odnaleziono w latach 50. w archiwum Stoczni Gdańskiej. W tejże stoczni w latach 1957–1960 zbudowano 6 takich jednostek. Założenia konstrukcyjne stuczterdziestki opierały się na stalowym kadłubie, integralnym balaście, masztach drewnianych lub metalowych.
Jachty te są cenione za ich wysoką dzielność w trudnych warunkach, oraz świetne warunki do wypraw w dalekie i trudne rejony.
Pierwszą jednostką z serii był s/y Joseph Conrad.

## Jachty typu J-140

### Jan z Kolna
S/y Jan z Kolna (XIV PZ-6, PZ 6) – armatorem jachtu był YKP Gdynia. W 1984 jednostka pod kpt. j. Zbigniewem Szpetulskim zwyciężyła w dwóch etapach (Saint-Malo–Bermudy i Bermudy–Halifax) w regatach Tall Ships Races w klasie C. Został skasowany po kolizji.